# Killean and Kilchenzie Parish Church

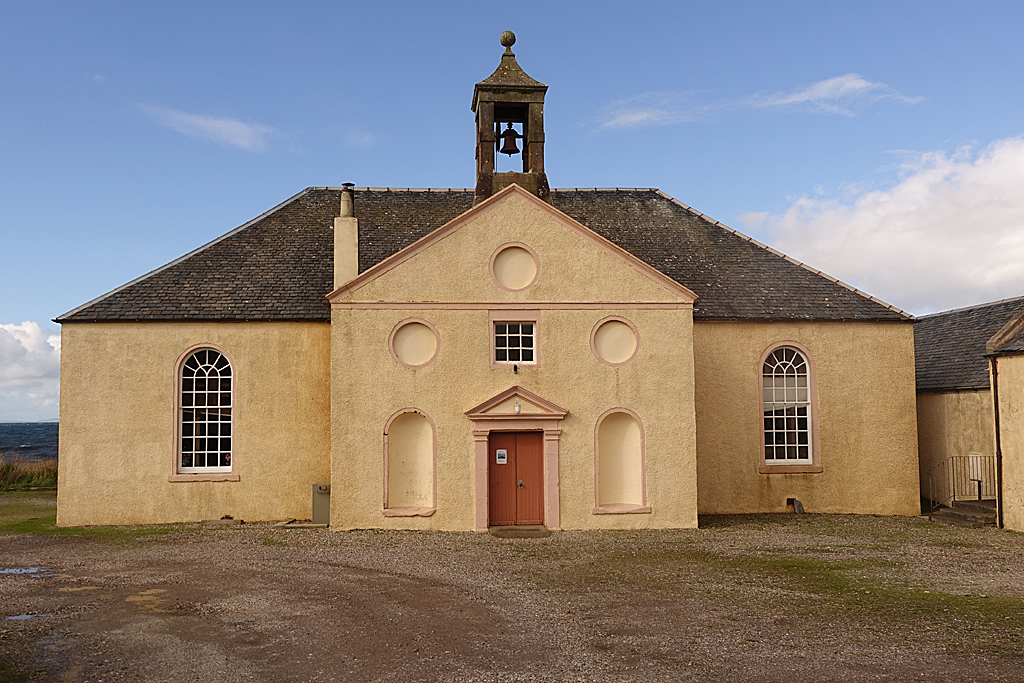
Killean and Kilchenzie Parish Church vor der Renovierung

Die Killean and Kilchenzie Parish Church ist ein Kirchengebäude der presbyterianischen Church of Scotland nahe der schottischen Ortschaft Muasdale auf der Halbinsel Kintyre. Es liegt auf einem Kap namens A’ Chleit am Gigha-Sund abseits der A83, welche Campbeltown an den Central Belt anschließt. Es handelt sich um die Hauptkirche des Parish Killean and Kilchenzie. 1971 wurde die Killean and Kilchenzie Parish Church in die schottischen Denkmallisten in der höchsten Kategorie A aufgenommen. Die Kirche ist heute noch als solche in Benutzung.

## Geschichte
Im Jahre 1770 stürzte das Dach der mittelalterlichen Killean Chapel, die bis zu diesem Zeitpunkt die Hauptkirche der Region war, ein. Aus diesem Grunde wurde ein neues Kirchengebäude geplant, wofür wahrscheinlich der Architekt Thomas Cairns verantwortlich war. Mit dem Bau wurde wahrscheinlich 1787 begonnen und das Gebäude nach vierjähriger Bauzeit 1791 fertiggestellt. Im Jahre 1879 erhielt die Kirche einen kleinen Glockenturm, den Robert Weir plante. Elf Jahre später wurde zusammen mit dem Bau der nebenliegenden Schule ein Gemeindesaal hinzugefügt. In den 1970er Jahren wurde die nördliche Galerie umfunktioniert und dort Räumlichkeiten eingerichtet.

## Beschreibung
Die Killean and Kilchenzie Parish Church weist die typischen Merkmale der Georgianischen Architektur auf. Mittig in dem vorspringenden Eingangsbereich befindet sich die zweiflüglige Eingangstür. Diese ist beidseitig von Blendpfeilern umgeben. Darüber befindet sich ein kleines Sprossenfenster, oberhalb dessen ein abgesetztes Giebeldreieck zu finden ist. Beidseitig der Tür sind abgesetzte Rundbogenfenster eingelassen, die heute mit Mauerwerk verschlossen sind. Jeweils darüber sowie im Schwerpunkt der Giebelfläche befinden sich heute blinde Ochsenaugen. Oberhalb der Giebelspitze ragt ein kleiner, offener Glockenturm auf. Entlang der weiteren Fassaden sind Sprossenfenster, in der Regel als Bogenfenster, verbaut. Das Gebäude schließt mit einem Walmdach ab. Alle Fassaden sind in der traditionellen Harling-Technik verputzt. Die marmorne Kanzel ist eine Spende von Norman Macaslister aus dem Jahre 1818.